# Le canzoni del no
Le canzoni del no  è un EP di Maria Monti, registrato con la supervisione di Roberto Leydi, pubblicato da I Dischi del Sole nel 1964. Il disco fu sequestrato in tutta Italia perché conteneva la canzone La marcia della pace.

## Le canzoni

### Inno abissino
Il brano fu scritto nel 1887 dallo scrittore patriota Ulisse Barbieri ed è una protesta contro la campagna coloniale italiana in Etiopia (Abissinia). Il canto è in realtà una parodia del notissimo "Inno di Garibaldi".

### Stronzio 90
Si tratta della versione italiana di Strontium 90 canzone scritta da Fred Dallas, basata sui versi dell'omonima poesia di Nazım Hikmet, e pubblicata nella raccolta Songs Against the Bomb pubblicata nel 1960 per la Topic Records. tradotta in italiano da Rudy Assuntino.

## Tracce
1. Inno abissino Ulisse Barbieri, 1:42
2. Ninna nanna della guerra -   Trilussa, 3:40
3. Stronzio 90  -  Nazım Hikmet (testo in turco), Fred Dallas e Rudy Assuntino,  4:67
4. La marcia della pace - Franco Fortini e Fausto Amodei, 2:41